# تپه گورستان نوده لکوان
تپه قبرستان نوده لکوان مربوط به دوران‌های تاریخی پس از اسلام است و در شهرستان بوئین‌زهرا، روستای نوده لکوان واقع شده و این اثر در تاریخ ۱۷ اسفند ۱۳۸۱ با شمارهٔ ثبت ۷۵۵۳ به‌عنوان یکی از آثار ملی ایران به ثبت رسیده‌است.